# Hamachi

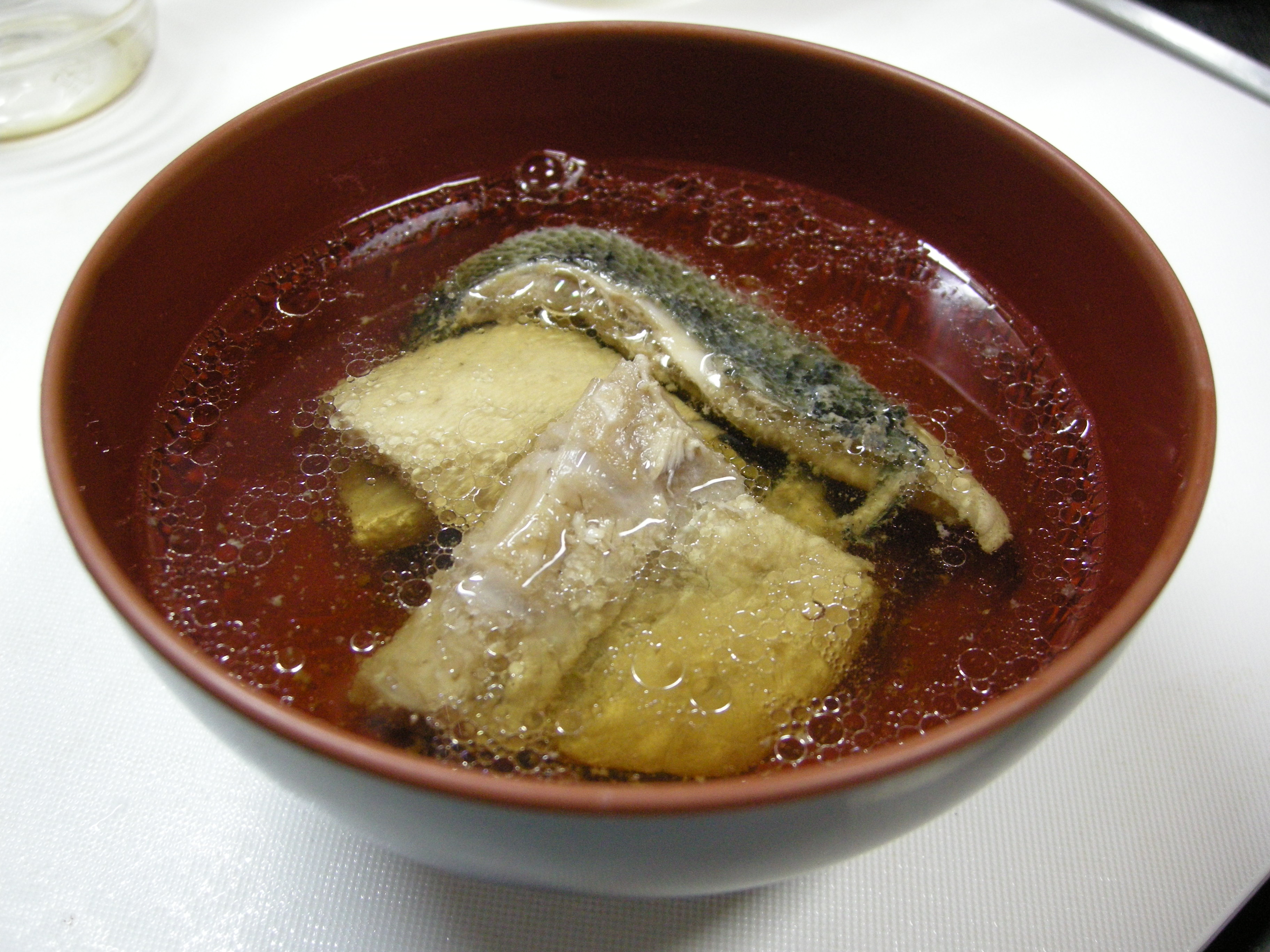
Soppa med hamachi

Hamachi (Seriola quinqueradiata) är en benfisk i släktet Seriola och familjen taggmakrillfiskar (carangidae). Den beskrevs av Temminck och Schlegel, 1845. Dess naturliga utbredningsområde är nordvästra Stilla havet, från Japan till Hawaii.
I Japan äts den både rå och tillagad, och den anses extra fin under de kalla årstiden då den är fetare. Fisken förekommer både odlad och viltfångad. Viltfångad kallas den oftare buri.